# ALCO MRS-1

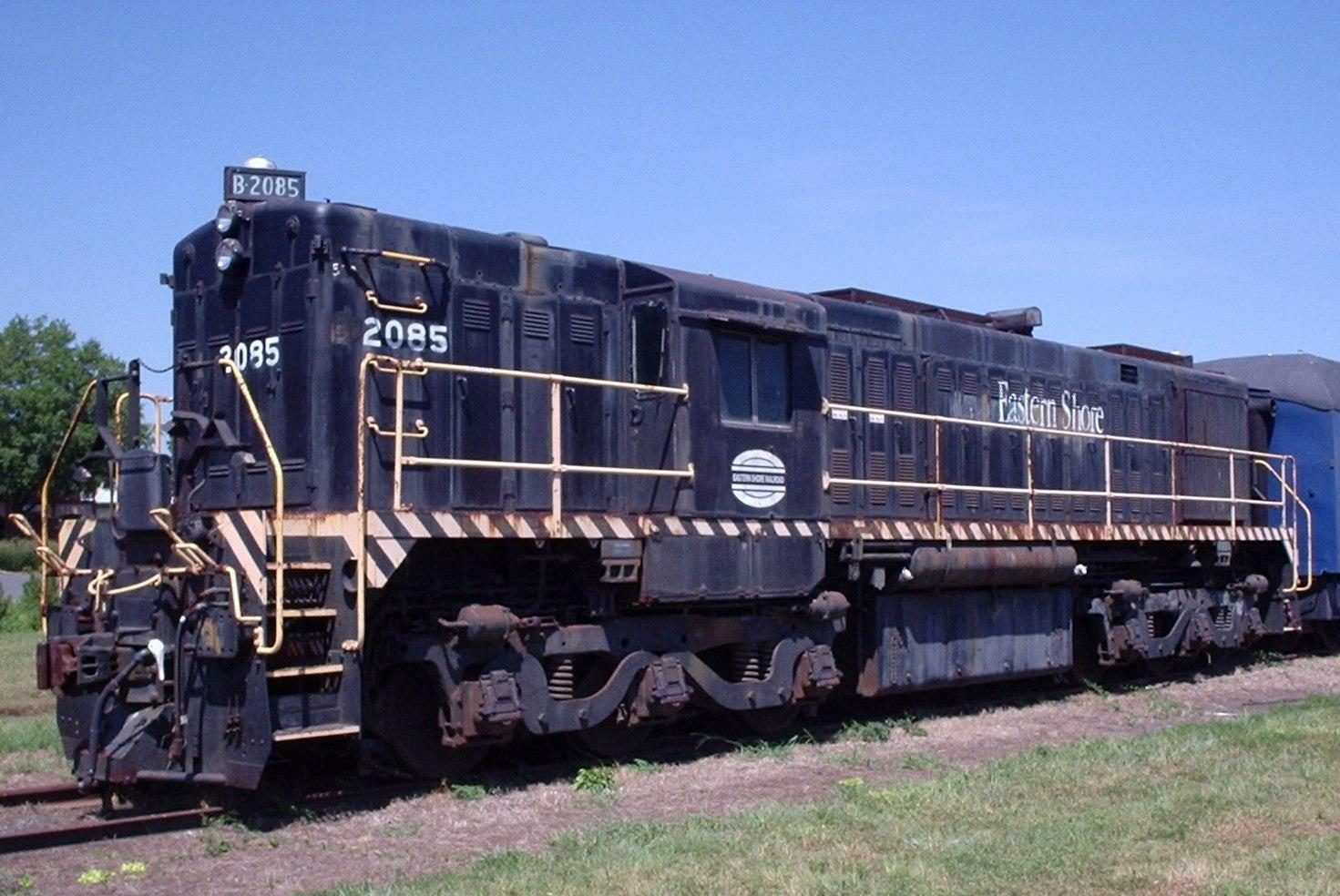
Exemple conservé au Maryland.

L'ALCO MRS-1 est une locomotive diesel produite par American Locomotive Company en 1952. Construits avec des bogies multi-écartement et avec un gabarit étroit afin de permettre un service partout dans le monde en cas de guerre. Jamais utilisées en temps de guerre, la plupart des locomotives MRS-1 étaient en stockage à l'installation du matériel de transport USATC à Marietta, en Pennsylvanie. Finalement déclaré excédentaire en 1970, l'armée américaine retire la plupart des unités de l'entreposage et les envoie à diverses installations militaires à travers le pays.
Un modèle similaire était construit par GM EMD, sous le nom d'EMD MRS-1.